# Rik Van Steenbergen
Rik Van Steenbergen (* Arendonk, 9 de setembro de 1924 - † Antuérpia, 15 de maio de 2003). Foi um ciclista belga, profissional entre 1943 e 1966 período no que converter-se-ia num dos maiores campeões ciclistas da história.
Seus sucessos desportivos somam 270 vitórias como profissional e abarcaram tanto triunfos parciais nas Grandes Voltas como as clássicas. Entre as primeiras conseguiu 4 vitórias de etapa no Tour de France, 15 vitórias de etapa no Giro d'Italia e 6 vitórias de etapa na Volta a Espanha.
Como corredor de clássicas destacam seus triunfos nas provas qualificadas como monumentos do ciclismo. Assim conseguiu 2 vitórias no Volta à Flandres, 2 vitórias na Paris-Roubaix e 1 vitória na Milão-Sanremo.
É um dos corredores mais jovens em ganhar um Monumento do Ciclismo. Ganhou o Tour de Flandres de 1944 com 19 anos e meio.
Também conseguiu 3 Campeonatos Mundiais de Ciclismo. Em 1948 conseguiu o recorde Ruban Jaune outorgado ao ciclista mais rápido em ganhar uma prova a mais de 200km, batendo a Jules Rossi.
Desde 1991 celebra-se em Aartselaar (província de Antuérpia, Bélgica) uma prova ciclista profissional em sua honra, chamada Memorial Rik Van Steenbergen.

## Palmarés

### Palmarés em estrada
| - 1943 - Campeonato da Bélgica em Estrada - Campeonato de Flandres - 1944 - Volta à Flandres - 1945 - Campeonato da Bélgica em Estrada - Através de Flandres - Halle-Ingooigem - 1946 - Volta à Flandres - 3.º no Campeonato Mundial em Estrada - 1947 - 1 etapa do Volta ao Luxemburgo - 1948 - Paris-Roubaix - Critérium de As - 1949 - Campeonato Mundial em Estrada - 2 etapas do Tour de France - Flecha Valona - Tour de Limburgo - 1950 - Paris-Bruxelas - 1951 - 2.º no Giro d'Italia, mais 2 etapas - Volta à Argentina, mais 4 etapas - Critérium de As - Tour de l'Ouest, mais 3 etapas - 1952 - Paris-Roubaix - 3 etapas do Giro d'Italia - Boucles de l'Aulne - 1 etapa do Tour de France - 1 etapa da Roma-Napoles-Roma | - 1953 - 1 etapa do Giro d'Italia - 1954 - 4 etapas do Giro d'Italia - Campeonato da Bélgica em Estrada - Milão-Sanremo - 1955 - 1 etapa do Tour de France - Critérium de As - 1956 - Campeonato Mundial em Estrada - 6 etapas da Volta a Espanha, mais classificação por pontos - 1 etapa do Tour de l'Ouest - Acht van Chaam - 1957 - Campeonato Mundial em Estrada - 5 etapas do Giro d'Italia - Critérium de As - 2 etapas da Roma-Napoles-Roma - 1 etapa dos Três Dias de Antuérpia - 1958 - Flecha Valona - Acht van Chaam - Critérium de As - 1 etapa da Volta aos Países Baixos - 1959 - 1 etapa do Tour de l'Ouest - 1961 - Grande Prêmio Stad Sint-Niklaas - Elfstedenronde |
| | |

### Palmarés em pista
| - 1943 - 2.º no Campeonato da Bélgica em omnium - 1944 - Campeonato da Bélgica em omnium - Campeonato da Bélgica de perseguição - 1945 - 2.º no Campeonato da Bélgica de perseguição - 1948 - 3.º no Campeonato da Bélgica de perseguição - Seis dias de Bruxelas (com Marcel Kint) - 1949 - Seis dias de Bruxelas (com Marcel Kint) - 1950 - Seis dias de Antuérpia (com Achiel Bruneel) - 1951 - Seis dias de Bruxelas (com Stan Ockers) - 1952 - Seis dias de Paris (com Achiel Bruneel) - 1954 - Seis dias de Gante (com Stan Ockers) - 1955 - Campeonato da Bélgica em omnium - Campeonato da Bélgica de perseguição - 2.º no Campeonato da Bélgica de velocidade - Seis dias de Antuérpia (com Stan Ockers) - Seis dias de Bruxelas (com Emile Severeyns) - Seis dias de Gante (com Emile Severeyns) - 1956 - Seis dias de Bruxelas (com Emile Severeyns) - Seis dias de Dortmund (com Emile Severeyns) - 1957 - 3.º no Campeonato da Europa em omnium - Seis dias de Berlim (com Emile Severeyns) - Seis dias de Gante (com Fred De Bruyne) - 1958 - Campeonato da Europa de Madison (com Emile Severeyns) - 2.º no Campeonato da Bélgica de velocidade - Seis dias de Antuérpia (com Reginald Arnold e Emile Severeyns) - Seis dias de Bruxelas (com Emile Severeyns) - Seis dias de Copenhaga (com Emile Severeyns) - Seis dias de Frankfurt (com Emile Severeyns) - 1959 - Campeonato da Europa de Madison (com Emile Severeyns) - Campeonato da Europa em omnium - Seis dias de Dortmund (com Klaus Bugdahl) - Seis dias de Gante (com Fred De Bruyne) - Seis dias de Zurique (com Emile Severeyns) | - 1960 - Campeonato da Europa de Madison (com Emile Severeyns) - Campeonato da Europa em omnium - Seis dias de Aarhus (com Emile Severeyns) - Seis dias de Bruxelas (com Emile Severeyns) - Seis dias de Copenhaga (com Emile Severeyns) - 1961 - Campeonato da Europa de Madison (com Emile Severeyns) - Campeonato da Bélgica em omnium - Campeonato da Bélgica em madison (com Emile Severeyns) - Campeonato da Bélgica depois de moto - 3.º no Campeonato da Europa em omnium - Seis dias de Dortmund (com Emile Severeyns) - Seis dias de Zurique (com Emile Severeyns) - Seis dias de Berlim (com Klaus Bugdahl) - 1962 - Campeonato da Europa de Madison (com Emile Severeyns) - Campeonato da Bélgica depois de moto - 2.º no Campeonato da Europa em omnium - Seis dias de Bruxelas (com Palle Lykke) - Seis dias de Milão (com Emile Severeyns) - Seis dias de Colónia (com Emile Severeyns) - 1963 - Campeonato da Europa de Madison (com Emile Severeyns) - Campeonato da Bélgica em omnium - Campeonato da Bélgica depois de moto - 2.º no Campeonato da Europa depois de moto - 3.º no Campeonato da Europa em omnium - Seis dias de Antuérpia (com Leo Proost e Palle Lykke) - Seis dias de Frankfurt (com Palle Lykke) - Seis dias de Madri (com Joseph De Bakker) - 1964 - Campeonato da Bélgica depois de moto - 2.º no Campeonato da Europa depois de moto - Seis dias de Milão (com Leandro Faggin) - Seis dias de Madri (com Federico Martín Bahamontes) - 1965 - 2.º no Campeonato Europeu de madison masculina (com Palle Lykke) - Seis dias de Bremen (com Palle Lykke) - Seis dias de Milão (com Gianni Motta) - Seis dias de Essen (com Peter Post) - Seis dias de Toronto (com Emile Severeyns) - Seis dias de Quebec (com Emile Severeyns) - Seis dias de Madri (com Romain De Loof) - 1966 - 2.º no Campeonato Europeu de madison masculina (com Palle Lykke) - 2.º no Campeonato da Europa em omnium - 2.º no Campeonato da Bélgica em omnium |

## Resultados
Durante a sua carreira desportiva tem conseguido os seguintes postos em Grandes Voltas e corridas de um dia.

### Grandes Voltas
| Corrida | Corrida         | 1943 | 1944 | 1945 | 1946 | 1947 | 1948 | 1949 | 1950 | 1951 | 1952 | 1953 | 1954 | 1955 | 1956 | 1957 | 1958 | 1959 | 1960 | 1961 |
| ------- | --------------- | ---- | ---- | ---- | ---- | ---- | ---- | ---- | ---- | ---- | ---- | ---- | ---- | ---- | ---- | ---- | ---- | ---- | ---- | ---- |
|         | Giro d'Italia   | X    | X    | X    | —    | —    | —    | —    | —    | 2.º  | 38.º | 44.º | 31.º | —    | —    | 33.º | —    | —    | —    | —    |
|         | Tour de France  | X    | X    | X    | X    | —    | —    | 29.º | —    | —    | Ab.  | —    | —    | 55.º | —    | —    | —    | —    | —    | —    |
|         | Volta a Espanha | X    | X    | —    | —    | —    | —    | X    | —    | X    | X    | X    | X    | —    | 5.º  | —    | —    | —    | —    | —    |

### Clássicas, Campeonatos e JJ. OO.
| Corrida               | Corrida               | 1943 | 1944 | 1945 | 1946 | 1947 | 1948 | 1949 | 1950 | 1951 | 1952 | 1953 | 1954 | 1955 | 1956 | 1957 | 1958 | 1959 | 1960 | 1961 |
| --------------------- | --------------------- | ---- | ---- | ---- | ---- | ---- | ---- | ---- | ---- | ---- | ---- | ---- | ---- | ---- | ---- | ---- | ---- | ---- | ---- | ---- |
| Omloop Het Nieuwsblad | Omloop Het Nieuwsblad | X    | X    | —    | —    | —    | —    | —    | —    | —    | —    | —    | —    | —    | —    | —    | —    | 41.º | X    | —    |
|                       | Milão-Sanremo         | —    | X    | X    | —    | —    | —    | —    | 7.º  | 27.º | 37.º | 11.º | 1.º  | 6.º  | 31.º | 8.º  | —    | 2.º  | —    | —    |
| Através de Flandres   | Através de Flandres   | X    | X    | 1.º  | —    | —    | —    | —    | —    | —    | —    | —    | —    | —    | —    | —    | —    | —    | —    | —    |
| Gante-Wevelgem        | Gante-Wevelgem        | X    | X    | —    | —    | —    | —    | 32.º | —    | —    | —    | 4.º  | —    | —    | 7.º  | —    | —    | 15.º | —    | 49.º |
|                       | Volta à Flandres      | —    | 1.º  | —    | 1.º  | —    | —    | —    | —    | 6.º  | —    | —    | —    | 3.º  | 4.º  | 18.º | —    | —    | 31.º | —    |
|                       | Paris-Roubaix         | —    | —    | —    | —    | —    | 1.º  | —    | 16.º | 3.º  | 1.º  | —    | —    | 11.º | 4.º  | 2.º  | 4.º  | 36.º | —    | —    |
| Paris-Bruxelas        | Paris-Bruxelas        | X    | X    | X    | —    | —    | —    | —    | 1.º  | 10.º | 67.º | 22.º | 26.º | 24.º | 3.º  | —    | —    | 9.º  | 13.º | 24.º |
| Flecha Valona         | Flecha Valona         | —    | —    | —    | —    | —    | —    | 1.º  | —    | 13.º | —    | —    | —    | 10.º | —    | 11.º | 1.º  | —    | —    | 23.º |
| Paris-Tours           | Paris-Tours           | —    | —    | —    | —    | —    | 12.º | 15.º | —    | —    | —    | —    | 5.º  | —    | —    | —    | —    | —    | —    | —    |
| Mundial em Estrada    | Mundial em Estrada    | X    | X    | X    | 3.º  | Ab.  | —    | 1.º  | Ab.  | 18.º | 9.º  | —    | —    | —    | 1.º  | 1.º  | Ab.  | 28.º | —    | Ab.  |
| Bélgica em Estrada    | Bélgica em Estrada    | 1.º  | —    | 1.º  | —    | —    | —    | —    | —    | —    | —    | —    | 1.º  | —    | —    | —    | —    | —    | —    | —    |

—: Não participa

Ab.: Abandona

X: Edições não celebradas